# Grand Prix Sezon 1933
Sezon Grand Prix 1933 – kolejny sezon z cyklu Wyścigów Grand Prix. Najbardziej utytułowanym kierowcą był Tazio Nuvolari, który wygrał siedem wyścigów. Samochody Alfa Romeo odnosiły zwycięstwa w dziewiętnastu wyścigach.

## Podsumowanie Sezonu

### Grandes Épreuves
| Data        | Grand Prix           | Tor               | Zwycięzca (kierowcy) | Zwycięzca (konstruktorzy) | Wyniki |
| ----------- | -------------------- | ----------------- | -------------------- | ------------------------- | ------ |
| 23 kwietnia | Grand Prix Monako    | Monaco            | Achille Varzi        | Bugatti                   | Wyniki |
| 11 czerwca  | Grand Prix Francji   | Montlhéry         | Giuseppe Campari     | Maserati                  | Wyniki |
| 9 lipca     | Grand Prix Belgii    | Spa-Francorchamps | Tazio Nuvolari       | Maserati                  | Wyniki |
| 10 września | Grand Prix Włoch     | Monza             | Luigi Fagioli        | Alfa Romeo                | Wyniki |
| września    | Grand Prix Hiszpanii | Lasarte           | Louis Chiron         | Alfa Romeo                | Wyniki |

### Pozostałe Grand Prix
| Data            | Grand Prix                | Tor            | Zwycięzca (kierowcy)    | Zwycięzca (konstruktorzy) | Wyniki |
| --------------- | ------------------------- | -------------- | ----------------------- | ------------------------- | ------ |
| 19 lutego       | Grand Prix Pau            | Pau            | Marcel Lehoux           | Bugatti                   | Wyniki |
| 26 lutego       | Zimowe Grand Prix Szwecji | Rämen          | Per-Viktor Widengren    | Alfa Romeo                | Wyniki |
| 5 marca         | Swedish Ice Race          | Hemfjärden     | Paul Pietsch            | Alfa Romeo                | Wyniki |
| 26 marca        | Grand Prix Tunisu         | Kartagina      | Tazio Nuvolari          | Alfa Romeo                | Wyniki |
| 30 kwietnia     | Alessandria Circuit       | Alessandria    | Tazio Nuvolari          | Alfa Romeo                | Wyniki |
| 7 maja          | Grand Prix Trypolisu      | Mellaha        | Achille Varzi           | Bugatti                   | Wyniki |
| 7 maja          | Grand Prix Finlandii      | Eläintarharata | Karl Ebb                | Mercedes-Benz             | Wyniki |
| 21 maja         | Avusrennen                | AVUS           | Achille Varzi           | Bugatti                   | Wyniki |
| 21 maja         | Grand Prix Picardy        | Péronne        | Philippe Étancelin      | Alfa Romeo                | Wyniki |
| 28 maja         | Eifelrennen               | Nürburgring    | Tazio Nuvolari          | Alfa Romeo                | Wyniki |
| 28 maja         | Targa Florio              | Madonie        | Antonio Brivio          | Alfa Romeo                | Wyniki |
| 4 czerwca       | Grand Prix Frontières     | Chimay         | Willy Longueville       | Bugatti                   | Wyniki |
| 4 czerwca       | Provence Trophy           | Nîmes          | Marcel Jacob            | Bugatti                   | Wyniki |
| 4 czerwca       | Grand Prix Nîmes          | Nîmes          | Tazio Nuvolari          | Alfa Romeo                | Wyniki |
| 11 czerwca      | Florence Circuit          | Florencja      | Carlo Felice Trossi     | Alfa Romeo                | Wyniki |
| 11 czerwca      | Grand Prix Lwowa          | Lwów           | Eugen Bjørnstad         | Alfa Romeo                | Wyniki |
| 25 czerwca      | Grand Prix Penya Rhin     | Montjuïc Park  | Juan Zanelli            | Alfa Romeo                | Wyniki |
| 1 lipca         | British Empire Trophy     | Brooklands     | Stanisław Czaykowski    | Bugatti                   | Wyniki |
| 2 lipca         | Grand Prix de la Marne    | Reims-Gueux    | Philippe Étancelin      | Alfa Romeo                | Wyniki |
| 14 lipca        | Mannin Moar               | Douglas        | Brian Lewis             | Alfa Romeo                | Wyniki |
| 16 lipca        | Grand Prix Dieppe         | Dieppe         | Marcel Lehoux           | Bugatti                   | Wyniki |
| 30 lipca        | Coppa Ciano               | Montenero      | Tazio Nuvolari          | Maserati                  | Wyniki |
| 6 sierpnia      | Letnie Grand Prix Szwecji | Vram           | Antonio Brivio          | Alfa Romeo                | Wyniki |
| 6 sierpnia      | Grand Prix Nicei          | Nicea          | Tazio Nuvolari          | Maserati                  | Wyniki |
| 13 sierpnia     | Coppa Acerbo              | Pescara        | Luigi Fagioli           | Alfa Romeo                | Wyniki |
| 13 sierpnia     | Grand Prix La Baule       | La Baule       | William Grover-Williams | Bugatti                   | Wyniki |
| 20 sierpnia     | Grand Prix Comminges      | Saint-Gaudens  | Luigi Fagioli           | Alfa Romeo                | Wyniki |
| 27 sierpnia     | Grand Prix Marsylii       | Miramas        | Louis Chiron            | Alfa Romeo                | Wyniki |
| 27 sierpnia     | Grand Prix Albi           | Albi           | Louis Braillard         | Bugatti                   | Wyniki |
| 10 września     | Grand Prix Monzy          | Monza          | Marcel Lehoux           | Bugatti                   | Wyniki |
| 17 września     | Grand Prix Czechosłowacji | Brno           | Louis Chiron            | Bugatti                   | Wyniki |
| 7 października  | Donington Park Trophy     | Donington Park | Earl Howe               | Bugatti                   | Wyniki |
| 21 października | Mountain Championship     | Brooklands     | Whitney Straight        | Maserati                  | Wyniki |